# (2713) Luxembourg
(2713) Luxembourg es un asteroide perteneciente al cinturón de asteroides descubierto por Eugène Joseph Delporte desde el Real Observatorio de Bélgica, en Uccle, el 19 de febrero de 1938.

## Designación y nombre
Luxembourg fue designado al principio como 1938 EA.
Posteriormente, en 1987, se nombró por Luxemburgo, un país de Europa Central.

## Características orbitales
Luxembourg orbita a una distancia media de 2,857 ua del Sol, pudiendo alejarse hasta 2,923 ua y acercarse hasta 2,791 ua. Su excentricidad es 0,02318 y la inclinación orbital 1,352 grados. Emplea 1764 días en completar una órbita alrededor del Sol.

## Características físicas
La magnitud absoluta de Luxembourg es 11,4 y el periodo de rotación de 3,579 horas.